# دوز روزانه آفتاب
دوز روزانه آفتاب (انگلیسی: Daily Dose of Sunshine; کره‌ای: 정신병동에도 아침이 와요) یک مجموعه تلویزیونی اینترنتی کره جنوبی سال ۲۰۲۳ به کارگردانی لی جه کیو و با بازی پارک بو یونگ، یون وو-جین، جانگ دونگ یون و لی جونگ اون است. این مجموعه بر پایه وب‌تونی با همین نام به نویسندگی لی را ها یک پرستار سابق و برگرفته تجربیات زندگی واقعی نویسنده است. دوز روزانه آفتاب در ۳ نوامبر ۲۰۲۳ از نتفلیکس منتشر شد.